# さいだん座デルタ星
さいだん座δ星（さいだんざデルタせい、δ Arae、δ Ara）は、さいだん座にある重星である。視等級は3.62で、肉眼でもみることができる。年周視差に基づいて推定した距離は、地球からおよそ198光年である。

## 特徴

### 重星
さいだん座δ星は、19世紀のジョン・ハーシェルによる観測以来、重星として知られる。さいだん座δ星から、北西に47.4秒離れた位置に、11等級のK型巨星とみられる恒星があるが、半世紀にわたって運動を追跡した結果、この2つの恒星は見かけ上だけの組み合わせで、連星ではないと考えられる。また、VLTと補償光学による観測で、更に3つの恒星がさいだん座δ星の傍にあることが発見されたが、これらがさいだん座δ星と重力的に関係があるかはわかっていない。
一方で、位置天文学的な観測からは、さいだん座δ星が周期1,043日、半径0.4AU程度の円軌道を運動していることが示唆され、実際に連星である可能性がある。

### 物理
さいだん座δ星は、スペクトル型がB8 VnのB型主系列星である。添字の"n"は、吸収線スペクトルの幅が高速の自転によって広がっていることを示す。自転速度は255km/s以上と推定され、赤道面の半径は極方向の半径より13%も大きくなっているとみられる。

## 名称

### 中国語
中国では、さいだん座δ星は龜三、つまり龜という星官の3番星とされていた。
アメリカのアマチュア博物学者アレンは、さいだん座δ星がζ星とともに天陰（Tseen Yin）と呼ばれると記したが、これはさいだん座（Ara）とおひつじ座（Aries）を混同したことによる誤りとみられ、実際おひつじ座に「天陰」という星官が存在する。